# Meteorium deppei
Meteorium deppei là một loài Rêu trong họ Meteoriaceae. Loài này được (Hornsch. ex Müll. Hal.) Mitt. miêu tả khoa học đầu tiên năm 1869.